# جيل إلسينير
جيل إلسينير (بالإنجليزية: Gilles Elseneer)‏ مواليد 3 يونيو 1978 في إقليم بروكسل العاصمة، هو لاعب كرة مضرب بلجيكي سابق بدأ مسيرته كمحترف سنة 1998 وكان يلعب باليد اليمنى، اعتزل اللعب في 2007. أعلى تصنيف له في الفردي كان المركز الـ 97 في سنة 2004. أعلى تصنيف له في الزوجي كان المركز الـ 177 في سنة 2004.

## روابط خارجية
- جيل إلسينير على موقع رابطة محترفي التنس (الإنجليزية)
- جيل إلسينير على موقع الاتحاد الدولي لكرة المضرب (الإنجليزية)
- جيل إلسينير على موقع خلاصة التنس.كوم (الإنجليزية)